# Aeroportul Frosinone
Aeroportul Frosinone (IATA: QFR, ICAO: LIRH) este un aeroport din Frosinone, Provincia Frosinone, Lazio, Italia ce deservește zona Frosinone. A fost deschis în 1939 și numit după zona deservită.
Situat la o altitudine de 193 m, aeroportul dispune de 1 pistă. Este operat de Aeronautica Militare⁠(d).

## Infrastructură

### Piste
Aeroportul dispune de o singură pistă. Pista are orientarea 16/34. 